# Тобија Јерусалимски
Тобија Јерусалимски, је био пети епископ Јерусалима, у 2. веку. 
Познавао је апостола Тадеја из Едесе који се бавио исцељењем, као један од седамдесеторице ученика.
Према Јевсевију Тобија је био јеврејски хришћанин рођен од јеврејских родитеља, који су се придржавали Закона Торе.
Празније се 17. децембра.